# Den kroniske uskyld (bog)
 For alternative betydninger, se Den kroniske uskyld. (Se også artikler, som begynder med Den kroniske uskyld)
Den kroniske uskyld er Klaus Rifbjergs debutroman, skrevet i 1958. Den blev filmatiseret af Edward Fleming i 1985 under samme navn. Romanen handler om drengen Janus og vennen Tores venskab og sidstnævntes kærlighed til Helle.
Da romanen udkom, blev den kritiseret af blandt andre aviserne Berlingske, Politiken, Socialdemokraten og Aktuelt, men efterhånden forstummede kritikken.
Litterater har anset Niels Barfoed som model for figuren Tore.